# Ruta 115-CH
La Ruta 115-CH es una carretera chilena ubicada en la Región del Maule, Chile. La ruta se inicia en Talca y finaliza en el Paso Fronterizo Pehuenche, a 2555 m s. n. m. La ruta continúa en Argentina como Ruta Nacional 145.
La ruta se encuentra completamente pavimentada y presenta numerosas obras de arte, principalmente en lo referido a seguridad y señalización, su trazado recorre en toda su extensión el valle del río Maule, atravesando numerosos caseríos y villorrios, principalmente agrícolas, siendo el más importante el pueblo de San Clemente, ubicado a 25 kilómetros al oriente de Talca, recorriendo luego el borde norte del Lago Colbún, y siguiendo por el borde norte del río Maule hasta cruzarlo a la altura del caserío de Curillinque, desde donde sigue por su ladera sur hasta alcanzar en el kilómetro 138 el Complejo Fronterizo Pehuenche, ubicado a pocos metros del muro principal del Embalse Laguna del Maule, luego del cual sigue un trazado por alta cordillera (cercano a los 2.500 m s. n. m.), para concluir en el kilómetro 165, límite con la República Argentina en donde pasa a denominarse Ruta Nacional 145.
El 31 de octubre de 1997, el Ministerio de Obras Públicas declaró esta ruta como camino nacional con carácter internacional.
En el año 2019 se inauguró la doble calzada entre avenida Las Rastras y el kilómetro 13, donde se bifurca en la entrada poniente a San Clemente (Avenida Huamachuco) y un by-pass que circula por el norte de esta ciudad.

## Áreas Geográficas y Urbanas
- kilómetro 0 Comuna de Talca.
- kilómetro 13: by-pass acceso a San Clemente.
- kilómetro 98 Acceso a Central Cipreses.
- kilómetro 109 Quebrada Los Toros.
- kilómetro 165 Paso Fronterizo Pehuenche.

## Aduanas
- Complejo Fronterizo Pehuenche: Emplazado entre los macizos andinos a 2160 metros justo antes de llegar a la Laguna Maule.
- Documentos: Aduanas Chile, Servicio Agrícola Ganadero, Policía de Investigaciones y Carabineros en Complejo Fronterizo Pehuenche.
- Horario: Este paso fronterizo se encuentra abierto desde diciembre a marzo. El horario de entrada va de 8 a 20 horas y horario de salida de 8 a 18 horas, por confirmar.

## Sectores de la Ruta
- Talca Paso Fronterizo Pehuenche Carretera Pavimentada.